# Химна Португалије
Португалска (порт. A Portuguesa) је национална химна Португалије. Текст је написао Енрике Лопес де Мендоса, а музику Алфредо Кеил. 

## Историја
Песма је настала након пораста португалског национализма узрокованог британским ултиматумом Португалији 1890. године да се повуку са подручја између Анголе и Мозамбика. Током протеста који су потресали Португалију крајем 19. века песма је постала веома популарна. Песма је прво усвојена као републиканска химна, а 1910. као химна новонастале републике Португалије, уместо дотадашње Повеља Химна (порт. O Hino da Carta), последње химне уставне монархије у Португалији. Назив A Portuguesa значи Португалска песма.
Оригинална верзија је имала стих: Против Британаца ступамо, ступамо (порт. Contra os Bretões, marchar, marchar), а 16. јула 1957. године овај стих је преправљен у Против топова ступамо, ступамо (порт. Contra os canhões, marchar, marchar).

## Званична верзија
| Стихови на португалском | Превод на српски |
| --- | --- |
| -{Heróis do mar, nobre povo, Nação valente, imortal Levantai hoje de novo O esplendor de Portugal! Entre as brumas da memória, Ó Pátria, sente-se a voz Dos teus egrégios avós Que há-de guiar-te à vitória! Às armas, às armas! Sobre a terra sobre o mar, Às armas, às armas! Pela Pátria lutar Contra os canhões marchar, marchar!}- | Племенити људи, морски јунаци, храбри, бесмртни, народе, данас опет свиће португалски сјај. Из магле успомена, Домовино, осети гласове великих предака који ће те довести до победе! На оружје, на оружје, преко земље, преко мора, на оружје, на оружје, боримо се за домовину! Против топова ступамо, ступамо! |

## Извор
- Химна Португала Архивирано на веб-сајту  (2. јун 2011)